# Granatnik RGA-86
Granatnik rewolwerowy RGA-86 kal. 26 mm (także: Strzelba rewolwerowa RGA-86) – polski ręczny granatnik automatyczny opracowany w 1986 roku w Katedrze Konstrukcji i Eksploatacji Uzbrojenia Klasycznego Wojskowej Akademii Technicznej w Warszawie

## Historia
Granatnik rewolwerowy RGA-86 (skrót od Ręczny Granatnik Automatyczny wz. 86) został opracowany w Wojskowej Akademii Technicznej jako broń powtarzalna przeznaczona do obezwładniania siły żywej na odległość do 100 m. Na podstawie zgłoszenia patentowego nr. P-264451 z 4.03.1987 roku został zgłoszony do ochrony w Urzędzie Patentowym RP. Twórcy granatnika to Stanisław Ciepielski, Marian Czeladzki, Stanisław Derecki, Henryk Głowacki, Witold Koperski, Jan Pawłowski, Ryszard Wójcik.
Do strzelania stosuje się naboje łzawiące NPŁ-26, naboje o działaniu uderzeniowym typu „Bąk” (pojedyncza kulka gumowa) i „Rój” (z 14 kulkami gumowymi), petardy olśniewająco-ogłuszające (naboje Grom 50, 70, 100), a także naboje sygnałowe, oświetlające i błyskowe.

## Konstrukcja
Lufa granatnika RGA-86 wykonana jest z duralu, ma gładkościenny przewód o kalibrze 26,7 mm. Do lufy jest umocowany chwyt przedni oraz chwyt transportowy, w którego podstawie zamocowano przyrządy celownicze (muszkę i celownik przerzutowy). Naboje umieszczone są w bębnie amunicyjnym zawieszonym obrotowo na osi sztywno połączonej z lufą.
Mechanizm przeładowania zapewnia odpalanie kolejnego naboju z bębna obróconego (za pomocą sprężyny) i unieruchomionego w poprzednim cyklu wystrzału.
Wewnątrz tylca umieszczono urządzenie spustowo-uderzeniowe i bezpiecznik przed przypadkowym wystrzałem. Do tylca są przymocowane chwyty tylne typu pistoletowego oraz metalowa kolba składana z trzewikiem.
Dodatkowo granatnik wyposażony jest w pas nośny, wycior, olejarkę i torbę nabojową.

## Użycie
Granatnik rewolwerowy RGA-86 jest używany przez pododdziały i oddziały prewencji Policji.